# Nhoque

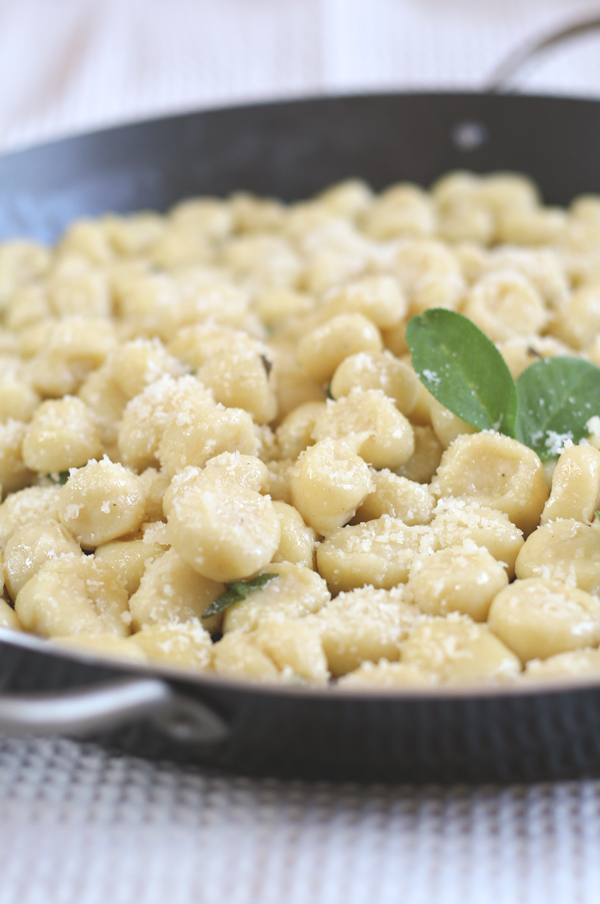
Nhoque de ricota com manteiga e sálvia

O nhoque ou inhoque, também conhecidos no termo do italiano gnocco, plural gnocchi [ˈɲɔkki], é uma massa alimentícia preparada a base da mistura de batata, com farinha de trigo, sendo um prato típico da culinária da Itália, que pode ser servido com os molhos: Sugo, bolonhesa ou branco. Variações do prato complementam a receita simples com aditivos de sabor, como farinha de sêmola, queijo, pão ralado, fubá ou ingredientes semelhantes, e possivelmente incluindo ervas, vegetais e outros ingredientes. Os ingredientes básicos podem ser substituídos por alternativas como batata-doce no lugar da batata ou farinha de arroz no lugar da farinha de trigo, no entanto tais variações frequentemente não são consideradas tradicionais.